# فين جنسن (لاعب دارت)
فين جنسن (بالدنماركية: Finn Jensen)‏ هو لاعب دارت دنماركي، ولد في 1957 في مملكة الدنمارك، وتوفي في 11 يناير 2007.

## وصلات خارجية
- فين جنسن على موقع DartsDatabase.co.uk (الإنجليزية)